# Шуменко Вадим Олександрович
Вади́м Олекса́ндрович Шуме́нко (17 березня 1971, м. Маріуполь, Донецька область — 8 травня 2022, м. Маріуполь, Донецька область) — український військовослужбовець, полковник (посмертно) Державної прикордонної служби України, учасник російсько-української війни. Кавалер ордена «За мужність» III ступеня (2022, посмертно).

## Життєпис
Від 1995 року на службі в Державній прикордонній службі України.
У 2014 році став на захист сходу України.
Служив начальником відділу озброєння та інженерно-технічного забезпечення Донецького прикордонного загону Державної прикордонної служби України. Учасник оборони Маріуполя. Загинув 8 травня 2022 року під час авіаудару по «Азовсталі».
У червні 2022 року окупанти передали тіло Вадима Шуменка на обмін. Згодом ДНК-експертиза підтвердила його загибель. Похований на меморіальній частині Лісового кладовища м. Києва.

## Нагороди
- орден «За мужність» III ступеня (27 грудня 2022, посмертно) — за особисту мужність і самовідданість, виявлені у захисті державного суверенітету та територіальної цілісності України, вірність військовій присязі, сумлінне та бездоганне служіння Українському народові[1].

## Військові звання
- полковник (14 червня 2022, посмертно);
- підполковник.